# Эстонский аэроклуб
Эстонский аэроклуб (эст. Eesti Aeroklubi) — авиационно-спортивная организация, существовавшая в 1937—1940 годы в Эстонии.

## История
Эстонский аэроклуб был основан в конце 1936 года; 26 июля 1937 Министром путей сообщения был утверждён Устав аэроклуба.
7 сентября 1937 года Эстонский аэроклуб вступил в члены Международной Федерации Спорта (состоялась первая встреча фонда Эстонского аэроклуба) с целью привлечения профессиональных пилотов и людей, заинтересованных полетом, проведения авиационных спортивных соревнований и предоставления участникам аэроклуба современной техники.
Аэроклуб проводил полёты на самолётах и планерах. Помимо этого имел группу авиамоделистов.
Закрыто c 12 июля 1940 года.

## Организация
Организационно Эстонский аэроклуб имел следующие составляющие:
- Секция «моторного полёта»
- Секция планеристов
- Секция авиамоделистов

## Пункт базирования
- Таллинский аэродром

## Техника
| Тип         | Производство | Назначение           | Количество | Примечания                                                                            |          |
| Самолёты    | Самолёты     | Самолёты             | Самолёты   | Самолёты                                                                              | Самолёты |
| ----------- | ------------ | -------------------- | ---------- | ------------------------------------------------------------------------------------- | -------- |
| PON-1       | Эстония      | учебно-тренировочный | 2          | ES-PON и ES-LDM                                                                       |          |
| PON-2       | Эстония      | учебно-тренировочный | 3          | ES-ENN, ES-EPP и ES-AIN                                                               |          |
| Letov S-328 | Чехословакия | учебно-тренировочный | ?          |                                                                                       |          |
| PTO-4       | Эстония      | учебно-тренировочный | 4          | В дальнейшем перешли в руки немцев и использовались в эстонской эскадрилье люфтваффе. |          |

## Опознавательные знаки
Обозначения буквами на крыльях и фюзеляжах, по пять букв: первые две «ES» и три — код самолёта через дефис (пример ES-RWD).